# Repubblica di Acre
I termini Repubblica di Acre (portoghese: República do Acre) o Stato Indipendente di Acre (portoghese: Estado Independente do Acre) indicano una serie di governi separatisti nella regione di Acre, allora sotto la sovranità della Repubblica di Bolivia, nel periodo tra il 1899 ed il 1903. La regione fu successivamente annessa dal Brasile nel 1903 di cui a partire dal 1962 è uno Stato federato.

## Storia

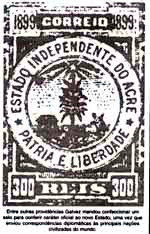
1899 francobollo del Estado Independente do Acre

Il territorio di Acre fu destinato alla Bolivia nel 1867 dal Trattato di Ayacucho con il Brasile. A causa del "Boom della gomma" della fine del XIX secolo, la regione attrasse molti immigrati brasiliani. A cavallo fra il 1899 ed il 1900, il giornalista ed ex diplomatico spagnolo Luis Gálvez Rodríguez de Arias guidò una spedizione per ottenere il controllo del territorio oggi chiamato Acre dalla Bolivia. 
La spedizione fu segretamente finanziata dal governo dello Stato brasiliano di Amazonas e puntava all'incorporazione del territorio nel Brasile dopo la sua indipendenza dalla Bolivia. Gálvez si dichiarò presidente della Prima Repubblica di Acre il 14 luglio 1899 e pose la sua capitale ad Antimary, che ribattezzò Arieopolis. 
Questa prima repubblica durò finò al marzo 1900 quando il governo Brasiliano mandò l'esercito ad arrestare Gálvez restituendo l'Acre alla Bolivia. Gálvez fu deportato in Spagna e gli abitanti di Acre si ritrovarono contro sia la Bolivia che il Brasile.
Nel novembre 1900 fu fatto un nuovo tentativo di fondare una Seconda Repubblica di Acre con Rodrigo de Carvalho in qualità di presidente. Il movimento fu nuovamente represso e l'Acre rimase parte della Bolivia fino al 1903.
Dopo il fallimento del secondo tentativo dell'Acre di separarsi dalla Bolivia, José Plácido de Castro, un veterano originario del Rio Grande do Sul che aveva combattuto nella Rivoluzione Federalista del 1893, fu avvicinato dai leader della Rivoluzione Acreana e gli fu offerta l'opportunità di guidare il movimento indipendentista contro i Boliviani. 
De Castro che lavorava nell'Acre dal 1899 ed era sul punto di fare ritorno a Rio de Janeiro, accettò l'offerta. Egli impose una stretta disciplina militare e riorganizzò l'esercito rivoluzionario che raggiunse le 30.000 unità.
L'esercito acreano risultò vittorioso in diverse battaglie e, il 27 gennaio del 1903, José Plácido de Castro proclamò la Terza Repubblica Acreana. 
Il Presidente del Brasile Rodrigues Alves ordinò alle truppe brasiliane di invadere l'Acre settentrionale al fine di sostituire Plácido quale presidente della neonata repubblica.
Attraverso l'abile opera diplomatica di José Paranhos, barone di Rio Branco, si giunse ad un accordo.
Il Trattato di Petrópolis, che fu firmato l'11 novembre del 1903 assegnò l'Acre al Brasile (191.000 km²). La Bolivia in cambio ricevette alcune terre nel Mato Grosso, il pagamento di due milioni di Sterline ed un contributo nella costruzione della ferrovia Madeira-Mamoré che avrebbe permesso alla Bolivia di uscire dall'isolamento.
Si può notare che per circa 40 anni il territorio di Acre è stato percorso dai Brasiliani, i quali rappresentavano la maggioranza della popolazione della regione.. Il 25 febbraio 1904 la regione divenne ufficialmente un territorio federale del Brasile.

## Nella cultura di massa
La Repubblica d'Acre rappresenta lo sfondo per il romanzo di Márcio Souza del 1976 intitolato Galvez – Imperador do Acre.